# Lodewijk Crijns
Lodewijk Crijns (Eindhoven, 13 de juliol de 1970) és un director de cinema neerlandès, que el 1996 es va graduar a l'Acadèmia de Cinema Neerlandesa.
La seva pel·lícula de tercer any Kutzooi (un fals documental sobre tres joves estudiants absents) va ser seleccionada per al Festival Internacional de Cinema de Rotterdam. La barreja de ficció i documental va ser ben rebuda. Un any més tard es va graduar amb Lap Rouge, també una pel·lícula ambientada entre la ficció i la realitat.
Després de la pel·lícula per a televisió De baby en de bakfiets (amb Edo Brunner, entre d'altres), Crijns va debutar al cinema l'any 1999 amb Jezus is een Palestijn. La pel·lícula va ser nominada a un Premi Tiger a l'IFFR i va rebre una menció especial "Per la seva sàtira provocativa, de vegades meravellosament escandalosa, la recerca de la fe en una societat que s'ha perdut" al Festival Internacional de Cinema de Mannheim-Heidelberg. La pel·lícula va marcar el debut com a actor del còmic Hans Teeuwen. A més, Kim van Kooten, Peer Mascini i Najib Amhali van tenir un paper important.
El seu següent llargmetratge es va fer com a part del projecte "No More Heroes". Met Grote Blijdschap va ser ben rebuda per la premsa i juntament amb Kim van Kooten va rebre una Vedella d'Or al Millor guió l'any 2001. La pel·lícula també va guanyar el premi de la crítica cinematogràfica holandesa.
Loverboy (des del 2003) va ser el primer telefilm de Lodewijk Crijns. Monique van der Werff i Dragan Bakema van interpretar els papers principals en aquest llargmetratge sobre una noia que acaba prostituint-se gràcies al seu amant.
Crijns també va dirigir episodis de Grijpstra & De Gier i Sprint!. Va guanyar la seva segona Vedella d'or el 2004 pel seu curtmetratge Dokter Vogel.
El seu curtmetratge Turkse chick (amb Yolanthe Cabau van Kasbergen) es va estrenar als cinemes el 2006. El 2008 Crijns va fer el seu segon telefilm: Hitte/Harara (amb Bracha van Doesburgh i Nabila Marhaben). Aleshores Crijns va dirigir Alleen maar nette mensen el 2012, que és una adaptació cinematogràfica de la novel·la de Robert Vuijsje. El 2014 va dirigir Kankerlijers, que és un remake de la pel·lícula espanyola Planta 4ª.
El 2019 va estrenar El conductor, per la que va rebre el Premi Panorama Fantàstic al LIII Festival Internacional de Cinema Fantàstic de Catalunya.

## Filmografia
- 1995: Kutzooi (curtmetratge)
- 1997: Lap rouge (curtmetratge)
- 1997: De baby en de bakfiets (curtmetratge)
- 1999: Jezus is een Palestijn
- 2001: Met grote blijdschap
- 2003: Loverboy (telefilm)
- 2004: Dokter Vogel (curtmetratge)
- 2006: Turkse chick (curtmetratge)
- 2008: Hitte/Harara (telefilm)
- 2009: Zwemparadijs (curtmetratge)
- 2012: Alleen maar nette mensen
- 2013: Kankerlijers
- 2019: El conductor (thriller)